# Mellanox
Mellanox (Mellanox Technologies) est un fournisseur israélien de produits de réseau informatique utilisant la technologie InfiniBand et Ethernet. 
Mellanox conçoit et met en place  des adaptateurs, des commutateurs, des logiciels, des câbles  pour les secteurs des centres de données de l'entreprise, du cloud computing, du stockage de données informatiques. 

## Histoire
En septembre 2015, Mellanox acquiert EZchip Semiconductor, une entreprise israélienne d'électronique travaillant autour du protocole Ethernet, pour 811 millions de dollars.
En janvier 2019, Intel lance une offre d'acquisition sur l'entreprise israélienne Mellanox, pour 6 milliards de dollars mais son offre est battue par celle de Nvidia.